# Irisosaurus yimenensis
Irisosaurus yimenensis  es la única especie conocida del género extinto Irisosaurus ("lagarto iridiscente" ) saurisquio sauropodiforme sauropodomorfo, que vivió a principios del período Jurásico, hace aproximadamente 200 millones de años, durante el Hettangiense, en lo que es hoy Asia. La especie tipo, Irisosaurus yimenensis se describió formalmente en 2020. Era el taxón hermano de Mussaurus. El holotipo, CVEB 21901, se encontró en las rocas de la formación Fengjiahe en el condado de Yimen, Yunnan, China, durante el verano de 2018. En 2020, fue asignado al nuevo género y especie, Irisosaurus yimenensis, llamado así por el condado en el que se encontró. y "las famosas nubes iridiscentes de la provincia de Yunnan" del chino 彩云之南. El holotipo de Irisosaurus muestra una combinación única de rasgos que en sí mismos no son únicos. Hay un agujero neurovascular grande y profundo en la fosa perinarial. La rama premaxilar del maxilar es más alta que mucho antes del proceso nasal. La mitad proximal del metacarpiano V es fuertemente asimétrica.